# Baroud
Pour les articles homonymes, voir Baroud (homonymie).

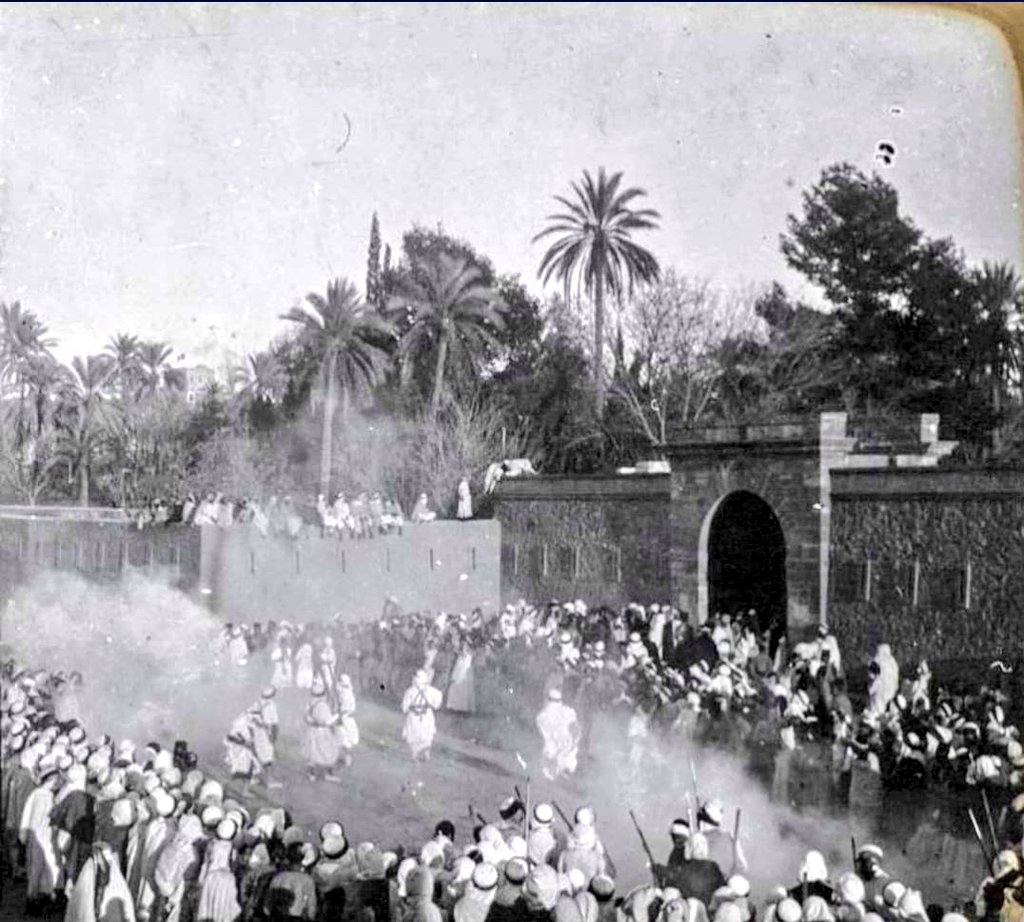
Tribu arabe des Makhālif à Laghouat en Algérie célébrant un mariage au rythme du Baroud.

Baroud (البارود) est un mot d'origine arabe, signifiant poudre à canon, le baroud est une tradition d'origine arabe, l'Algérie était notamment appelée "Bled el-baroud"  « pays de la poudre (à fusil) ».
C'est l'un des rituels courants lors des célébrations de mariages dans les pays maghrébins tels que l'Algérie la Tunisie ou le Maroc, une danse accompagnée d'armes à feu. La "poudre", évoque l'utilisation des fusils par les cavaliers algériens pendant les affrontements avec l'armée française lors de la guerre d'Algérie et la révolte menée par l'émir Abdelkader.
Cette coutume peut sembler étrange pour ceux qui ne sont pas familiers avec l'origine de cette célébration impliquant des armes à feu en Algérie. Les participants font tournoyer le fusil avant de le décharger, au sol, avec l'espoir de ne commettre aucune erreur.
Pendant les cérémonies de mariage au Maghreb, les Arabes chantent pour accueillir la mariée :
"Bienvenue à toi… Ô fusil qui vaut cent, Fasse dieu que tu sois prospère, Bienvenue à toi la mariée, Ô fusil algérien, Que tu nous sois de bon augure, Bienvenue à son beau-frère, Lui qui a vidé sa bourse…"
Ce mot d'origine arabe désigne, dans l'argot militaire français, un combat ou une bagarre,. En français, il est le plus souvent utilisé dans l'expression « baroud d'honneur », désignant un combat que l'on sait perdu d'avance, mais de grande valeur symbolique,.

## Fabrication
La fabrication de la poudre à fusil est complexe : on utilise la terre prélevée depuis le sol ou du mortier collecté dans les villages en ruine. Ces éléments sont rassemblés, puis cette substance, initialement salée, est placée dans un récipient. On y verse de l'eau, de manière similaire à la façon dont on procède dans le processus de fabrication du savon avec la cendre.
Ensuite, on fait bouillir le mélange jusqu'à ce que le tout s'épaississe. On prélève ensuite une livre de ce mélange, que l'on mélange avec 4 livres de soufre et 4 livres de charbon de laurier-rose. Ces matières différentes sont mélangées pendant 4 heures, après lesquelles on obtient la poudre.
Notamment, dans le Sahara algérien où il existe des mines riches en plomb, les Arabes algériens s'y rendent souvent pour le revendre. À l'est du pays, dans la région des Oulad Nail, se trouve une mine historiquement connue pour ses réserves de plomb, appelée Jabal al-Rasās.